# Erich Mielke
Erich Fritz Emil Mielke (Berlijn, 28 december 1907 – aldaar, 21 mei 2000) was een DDR-politicus en vooral bekend als minister van de Stasi.

## Jonge jaren
Hij was afkomstig uit een arbeidersgezin. In 1921 werd hij lid van het Kommunistische Jugendverband Deutschlands (KJVD). Van 1924 tot 1927 was hij handelaar in Berlijn. In 1925 werd hij lid van de Kommunistische Partei Deutschlands (KPD). Mielke was van 1928 tot 1931 journalist voor de Rote Fahne (Rode Vaandel), een communistisch dagblad.
In 1931 schoot Mielke met een mededader, Erich Wichert, op de Berlijnse Bülowplatz twee politieagenten dood, Paul Anlauf en Franz Lenk. Mielke vluchtte daarop naar de Sovjet-Unie.

## Verblijf in het buitenland
Tussen 1932 en 1935 bezocht Mielke de Internationale Leninschool in Moskou, daarna was hij docent militaire-politionele vraagstukken aan de Lenin-School. Van 1936 tot 1939 vocht hij aan de kant van de Internationale Brigades in de Spaanse Burgeroorlog. In 1939 week hij uit naar België en was werkzaam als politiek commissaris voor de KPD in België en Frankrijk. In Spanje, België en Frankrijk leefde hij onder de naam Richard Hebel (met Letse papieren). Na de Duitse inval in Frankrijk werd hij tot april 1941 door de Fransen geïnterneerd. In 1944 werd Mielke door de Duitse overheid ingedeeld bij de Nationaal-Socialistische Organisatie Todt (de bouwmaatschappij in nazi-Duitsland, genoemd naar de oprichter Fritz Todt, verantwoordelijk voor de aanleg van de Duitse Autobahn en de Atlantikwall).

## DDR
Na de Tweede Wereldoorlog vestigde hij zich in Oost-Berlijn en werd lid van de Sozialistische Einheitspartei Deutschlands (SED), de opvolger van de KPD in het door de Sovjet-Unie bezette deel van Duitsland (1946). Na de oprichting van de Duitse Democratische Republiek (DDR) in 1949 werd hij lid van het Centraal Comité van de SED (1950-1989). Van 1950 tot 1953 was hij staatssecretaris van Staatssicherheit (Stasi) en van 1953 tot 1957 plaatsvervangend minister van de Stasi. Verder was hij van 1958 tot 1989 lid van de Volkskammer.
Van 1953 tot 1989 was hij directeur van de Oost-Berlijnse sportvereniging Dynamo.
Als minister van Staatssicherheit (Stasi) (1957-1989) en Stasigeneraal was hij medeverantwoordelijk voor de repressie in de DDR, alsmede voor het repressieve klimaat. Nadat hij lid werd van de Nationale Verdedigingsraad (1960) en het politbureau (1976), nam zijn invloed op het beleid verder toe. Mielke stond bekend als een keiharde communist.

## Val van de Berlijnse Muur
Op 7 november 1989, twee dagen voor de val van de Berlijnse Muur, trad Mielke, samen met vele anderen van de ministerraad van de DDR, af en op 13 november werd hij in het parlement ter verantwoording geroepen. Tijdens zijn speech werd hij, tegen alle gewoonten in, onderbroken, tegengesproken en uitgelachen. Verbouwereerd en ten einde raad stamelde hij ten slotte de legendarische woorden "Ich liebe - Ich liebe doch alle - alle Menschen! Na liebe doch! Ich setze mich doch dafür ein!".
Op 7 december 1989 werd hij gevangengezet, maar reeds in maart 1990 om gezondheidsredenen vrijgelaten. In juli 1990 werd hij opnieuw gearresteerd op beschuldiging van samenwerking met de RAF (Rote Armee Fraktion). In 1992 werd hij veroordeeld wegens de misdaden die de Stasi onder zijn bewind beging (o.a. neerschieten van Oost-Duitsers die naar de Bondsrepubliek wilden vluchten over de Berlijnse Muur) en in 1993 werd hij tot zes jaar veroordeeld wegens de betrokkenheid bij de bovengenoemde moord op twee Duitse politieagenten in 1931. Hij werd om gezondheidsredenen in 1995 vrijgelaten. Mielke overleed  in het jaar 2000 op 92-jarige leeftijd.

## Titels
Erich Mielke kreeg tweemaal de titel Held van de Duitse Democratische Republiek, eenmaal de titel Held van de Sovjet-Unie en viermaal de Leninorde.